# Édes méreg (album)
Az Édes méreg Oláh Ibolya második nagylemeze, amely 2005. november 12-én jelent meg.
Az albumról a címadó Édes méreg című dal készült el először. Az előző lemez két szerzője, Presser Gábor és Novák Péter mellett Szűcs Norbert, sőt az énekesnő Oláh Ibolya is dalszerzőként szerepel. Szövegíróként pedig Sztevanovity Dusán, Novák Péter, Orbán Tamás, és Csajtay Csaba közreműködött. Az album zenei rendezői: Novák Péter és Szűcs Norbert.
Megint találunk a lemezen kifejezetten Ibolya személyiségére írt, személyéről íródott dalokat is, ilyen például a Presser Gábor által jegyzett Ibolyavirág, vagy Novák Péter szerzeménye, A hiba.

## Az album dalai
1. Magyarország (Dragone/Tardos/Amesse/Dupéré–Geszti Péter) (az Alegría c. dal feldolgozása a Cirque du Soleil-től)
2. Édes méreg (Szűcs Norbert–Orbán Tamás)
3. Még él még (Oláh Ibolya–Novák Péter)
4. A hiba (Novák Péter)
5. Marionett (Szűcs Norbert–Orbán Tamás)
6. Belső bolygó (Oláh Ibolya–Orbán Tamás)
7. Papírkutya (Novák Péter)
8. Nézz vissza (Oláh Ibolya–Szűcs Norbert)
9. Eddig, baby (Oláh Ibolya–Csajtay Csaba)
10. Ibolyavirág (Presser Gábor)
11. Öröm és könny (Presser Gábor–Sztevanovity Dusán)
12. Valamit valamiért (Kohánszky Roy–Novák Péter)

## Közreműködők
- Hangszerelés, zenei rendezés: Erdélyi Péter, Novák Péter
- Billentyűs hangszerek, sequencer programok: Erdélyi Péter, Presser Gábor
- Vokál: Tunyogi Orsi, Jamie Winchester, Csányi István, Novák Péter
- Hegedű: Ocskay Rita
- Népi furulya: Huszthy Zita
- Dob: Gyenge Lajos, Borlay Gergely
- Bass: Studniczky László, Szűcs Mihály, Szűcs László
- Gitár: Sipeki Zoltán, Szűcs Norbert, Pribil György